# František Schmucker
František Schmucker, né le 28 janvier 1940 à Bratislava, en République slovaque à l'époque de sa naissance, et mort le 15 juillet 2004 à Ostrava, est un footballeur international tchécoslovaque. Il évolue au poste de gardien de but de la fin des années 1950 à la fin des années 1970.
Il effectue la totalité de sa carrière au sein du Spartak ZJŠ Brno puis du Banik Ostrava avec qui il remporte la Coupe de Tchécoslovaquie à deux reprises.
Il compte deux sélections en équipe nationale et est finaliste de la Coupe du monde 1962. Il gagne également la médaille d'argent aux Jeux olympiques de Tokyo en 1964 avec la Tchécoslovaquie olympique.

## Biographie
Il compte deux sélections en équipe de Tchécoslovaquie : la première en 1962, la seconde en 1970.

## Palmarès
- Finaliste de la Coupe du monde 1962 avec la Tchécoslovaquie
- Médaille d'argent aux Jeux olympiques de Tokyo en 1964 avec la Tchécoslovaquie olympique
- Vainqueur de la Coupe de Tchécoslovaquie en 1973 et 1978 avec le Banik Ostrava